# Vilque Chico (distrito)
Vilque Chico é um distrito do departamento de Puno, localizada na província de Huancané, Peru.

## Transporte
O distrito de Vilque Chico é servido pela seguinte rodovia:
- PU-110, que liga a cidade ao distrito de Moho
- PE-34I, que liga o distrito de Moho à cidade  de Huancané
- PE-34L, que liga o distrito de Ananea à cidade[1][2][3]